# 革叶华蟹甲
革叶华蟹甲（学名：Sinacalia cardi）为菊科华蟹甲属的植物，为中国的特有植物。分布于中国大陆的四川等地，生长于海拔1,050米至2,900米的地区，常生于山谷、路旁和林下，目前尚未由人工引种栽培。

## 异名
- Gynura nudibasis (Levl. et Van.) Lauener et Ferguson